# Theudemer
Theudemer (Theudemeres) was een Frankische heerser. Hij was de zoon van de Romeinse generaal Richomer en diens vrouw Ascyla.
Er is niet veel over Theudemer bekend. Volgens Gregorius van Tours was Theudemer betrokken bij een oorlog tussen Franken en de Romeinen na de val van de usurpator Jovinus (411-413) die door de Franken werd gesteund. Omstreeks 422 trok een Romeins expeditieleger ten strijde tegen het rijk van Theudemer, dat zich in het noorden van Gallië bevond. Theudemer en zijn moeder vielen in Romeinse handen en werden vermoord door het zwaard. Men gaat ervan uit dat het Frankische rijk van Theudemer de voorganger was van koning Chlodio, en in de Kronieken van Fredegar wordt Chlodio als zijn zoon genoemd. 
Theudemer moet een neef zijn geweest van Arbogast.

## Bron
- Gregorius van Tours, Historia Francorum, boek II, hoofdstuk 9.